# Thomas Lebas
Thomas Lebas (Pau, 14 de diciembre de 1985) es un ciclista francés miembro del equipo japonés Kinan Racing Team.

## Biografía
En 2012 debutó como profesional con el equipo Bridgestone Anchor donde demostró sus cualidades como escalador quedando noveno del Tour de Omán en febrero. Además acabó cuarto del Tour de Japón y tercero del Tour de Kumano. 
En 2013 volvió a quedar cuarto en el Tour de Japón y ganó la segunda etapa y la general final del Tour de Hokkaido por delante de su compañero de equipo Damien Monier.

## Palmarés
2013
- Tour de Hokkaido, más 1 etapa

2014
- Tour de Sétif
- 1 etapa del Tour de Constantino
- 1 etapa del Tour de Guadalupe

2015
- Tour de Filipinas
- 1 etapa del Tour de Guadalupe

2017
- 1 etapa del Tour de Kumano
- Tour de Flores, más 1 etapa

2018
- 1 etapa del Tour de Japón

2019
- 1 etapa del Tour de Kumano
- Tour de Indonesia
- 1 etapa del Tour de Ijen